# Pastor (calciatore)
Pastor, pseudonimo di David Samuel Custódio Lima (Brasilia, 20 febbraio 2000), è un calciatore brasiliano, difensore del CSKA Sofia.

## Carriera
Pastor è un prodotto del settore giovanile di Elosport e Londrina ed ha iniziato la sua carriera professionistica con quest'ultimo club nel Campeonato Brasileiro Série C nel gennaio 2020. Il 18 settembre 2020 si è trasferito alla Ferroviária per la stagione seguente del Campeonato Brasileiro Série D. Il 1º luglio 2021 si è unito in prestito al Leixões in Segunda Liga. Dopo 28 presenze, si è unito al Portimonense in prestito il 1º luglio 2022 in vista della stagione 2022-2023.

## Statistiche

### Presenze e reti nei club
Statistiche aggiornate al 20 settembre 2023.
| Stagione        | Squadra         | Campionato      | Campionato | Campionato | Coppe nazionali | Coppe nazionali | Coppe nazionali | Coppe continentali | Coppe continentali | Coppe continentali | Altre coppe | Altre coppe | Altre coppe | Totale | Totale | Totale |
| Stagione        | Squadra         | Comp            | Pres       | Reti       | Comp            | Pres            | Reti            | Comp               | Pres               | Reti               | Comp        | Pres        | Reti        | Pres   | Reti   |        |
| --------------- | --------------- | --------------- | ---------- | ---------- | --------------- | --------------- | --------------- | ------------------ | ------------------ | ------------------ | ----------- | ----------- | ----------- | ------ | ------ | ------ |
| 2020            | Londrina        | B+PAR           | 4+3        | 0          | CB              | 0               | 0               |                    | -                  | -                  |             | -           | -           | 7      | 0      |        |
| 2020            | Ferroviária     | D               | 9          | 0          | CB              | 0               | 0               |                    | -                  | -                  |             | -           | -           | 9      | 0      |        |
| 2021            | Ferroviária     | D+PAU           | 1+7        | 0          | CB              | 0               | 0               |                    | -                  | -                  |             | -           | -           | 8      | 0      |        |
| 2021-2022       | Leixões         | SL              | 20         | 1          | CP+Cdl          | 1+0             | 0               |                    | -                  | -                  |             | -           | -           | 21     | 1      |        |
| 2022-gen. 2023  | Portimonense    | PL              | 1          | 0          | CP+Cdl          | 0+1             | 0               |                    | -                  | -                  |             | -           | -           | 2      | 0      |        |
| gen.-giu. 2023  | Farense         | SL              | 14         | 0          | CP+Cdl          | 0               | 0               |                    | -                  | -                  |             | -           | -           | 14     | 0      |        |
| 2023-2024       | Farense         | PL              | 4          | 0          | CP+Cdl          | 0+1             | 0               |                    | -                  | -                  |             | -           | -           | 5      | 0      |        |
| Totale carriera | Totale carriera | Totale carriera | 63         | 1          |                 | 3               | 0               |                    | -                  | -                  |             | -           | -           | 66     | 1      |        |